# متنزه شاطئ اورينت الحكومي
متنزه شاطئ اورينت الحكومي، تبلغ مساحته 363 أكر (1.47 كـم2)  منتزه الدولة يقع في بلدة ساوثولد في مقاطعة سوفولك، نيويورك في الولايات المتحدة. تقع الحديقة على طرف ورث فورك جزيره طويلة.
لونج بيتش، الواقع داخل المتنزه، تم تعيينه معلم طبيعي وطني [الإنجليزية] في أبريل 1980  لمسافة 2.5 ميل (4.0 كـم) شاطئ بصق رملي يوضح تعاقب النباتات من المستنقعات المالحة إلى غابة الارز الاحمر 
يقع أورينت لونج بيتش بار لايت ‏، المعروف باسم الحشرة المضيئة، داخل المنتزه.

## الترفيه

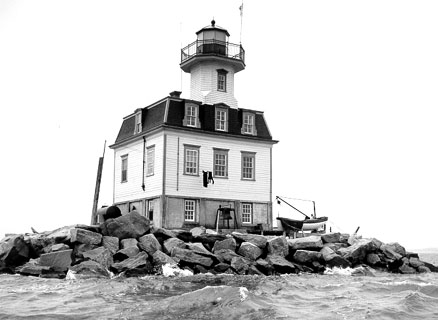
Orient Long Beach Bar Light عند طرف حديقة أورينت بيتش الحكومية.

يقدم المنتزه 45,000 قدم (14,000 م؛ 8.5 ميل) من واجهة الخليج ، ويتضمن شاطئًا وطاولات نزهة مع أجنحة وملعبًا وبرامج ترفيهية ومسارًا طبيعيًا والمشي لمسافات طويلة وركوب الدراجات (تتوفر الإيجارات) وصيد الأسماك ومطاعم . الحديقة مفتوحة طوال العام للاستخدام اليومي فقط.

### قيود على دخول القارب
في عام 1997 ، بدأ حراس المنتزه في فرض سياسة عدم ركوب القوارب الحالية على لونج بيتش ، مما أدى إلى الجدل وإصدار التذاكر في عام 2000 أكد مسؤولوا الدولة أنه تم سن تطبيق متجدد لحماية قيمة الشاطئ كملاذ محمي للطيور المهددة بالانقراض مثل الزقزاق بالأنابيب ، بالإضافة إلى الحفاظ على غابة الأرز البحرية غير العادية على الشاطئ وغيرها من النباتات النادرة.

## النباتات والحيوانات
توجد منطقة تعشيش مشتركة وردية اللون في الحديقة. توجد أيضًا أسرة من عشبة الأنقليس في الخارج. 

## روابط خارجية
- New York State Parks: Orient Beach State Park